# Rhyacophila yoshinensis
Rhyacophila yoshinensis är en nattsländeart som beskrevs av Tsuda och Kawai 1967. Rhyacophila yoshinensis ingår i släktet Rhyacophila och familjen rovnattsländor. Inga underarter finns listade i Catalogue of Life.